# Энес, Джеймс
Джеймс Энес CM (англ. James Ehnes; род. 27 января 1976, Брэндон, штат Манитоба) — канадский скрипач.
Сын трубача и музыкального педагога Алана Энеса, Джеймс Энес начал играть на скрипке в пятилетнем возрасте. В 1997 г. он окончил Джульярдскую школу, в том же году был удостоен в Канаде Премии Вирджинии Паркер лучшему молодому музыканту и с тех пор широко гастролирует по всему миру. Среди наиболее известных и признанных записей Энеса — 24 каприса Паганини и скрипичные концерты Моцарта. В репертуаре Энеса сочетаются произведения разных эпох, от Баха до таких авторов XX века, как Сэмюэл Барбер и Луиджи Даллапиккола.
В 2008 году Энес получил премию «Грэмми» за концертный альбом, записанный с Ванкуверским симфоническим оркестром (дирижер Брамуэлл Тови). В 2010 году он был принят в члены Ордена Канады.